# Клисурица
Вижте пояснителната страница за други значения на Клисурица.
Клису̀рица е село в Северозападна България. То се намира в община Монтана, област Монтана.

## История
Писмен материал за селото от далечното минало липсва. По всяка вероятност не е старо село, най-напред се е намирало на 2 км западно от днешното място в местността „Селището“.
Народна етимология: Заселниците са му дошли от изгореното село Клисура (Намирало се в района на с. Железна и Чипровския манастир изгорено след потушаване на Чипровското въстание) и тук създали малко селце. Първият човек, който се заселил в селото е мъж на име Велко. Той дошъл със своето семейство и по неговото име е най-старият род Вельовци, втори е Манковци и трети по заселване са Ненчовци.
В 1880 г. има 367 жители, до 1965 г. нараства на 1052 ж. след което започва да намалява. Стари родове са Ненчовци (Вълците, Пунчови и Стефанови са от това коляно), Манковци, Свръчъците (Свраките), Торлаците (Кьосовете са от същото коляно), Унгарете, Вельовци (Къцковци са от същото коляно), Стефановци (Къновите, Влъчковите и Лиловите са от същото коляно), Диловци, Мартиновци (Паяците са от същото коляно), Солаците, Въловите, Слепаците, Илиевите и Найденовите.
Нов православен храм, който носи името „Свети Василий Велики“ е открит на 13.05.2007 г. в село Клисурица.
Постоянните жители на село Клисурица към 01.11.2023 г. са 62, без да броим приходящите, които са около 15.
Демографска структура на населението : 
| Годишна възраст  | Брой | Жени | Мъже |
| ---------------- | ---- | ---- | ---- |
| Между 80 и 90 г. | 6    | 6    | 0    |
| Между 70 и 79 г. | 26   | 12   | 14   |
| Между 60 и 69 г. | 10   | 4    | 6    |
| Между 50 и 59 г. | 8    | 3    | 5    |
| Между 40 и 49 г. | 2    | 1    | 1    |
| Между 30 и 39 г. | 4    | 2    | 2    |
| Между 20 и 29 г. | 3    | 1    | 2    |
| Под 19 г.        | 3    | 0    | 3    |
| Общо             | 63   | 29   | 34   |

## Личности
- проф. Янко Янков – български учен
- Камен Горанов (р. 1948) – български борец, олимпийски медалист